# Fundacja Braci Golec
„Fundacja Braci Golec” – organizacja pożytku publicznego z siedzibą w Milówce działa nieprzerwanie od 2003 roku z inicjatywy Łukasza i Pawła Golców, braci bliźniaków urodzonych w 1975 roku w Milówce, w góralskiej rodzinie o bogatych tradycjach muzycznych. Prowadzi bardzo szeroką działalność artystyczną w tym zajęcia muzyczne prowadzone między innymi w gminach: Łodygowice, Lipowa, Rajcza, Jeleśnia, Czernichów, Gilowice, Świnna, Ujsoły oraz miastach: Żywiec i Szczyrk. Kształci się w niej co roku około 300 dzieci.

## Historia
Fundacja została zarejestrowana 3 października 2003 w Krajowym Rejestrze Sądowym pod numerem 0000175069. Jej założycielami są bracia Paweł i Łukasz Golcowie. Status organiozacji pożytku publicznego OPP posiada od 2006 roku.
Łukasz i Paweł od dziecka byli związani z muzyką, inspirowani przez ojca, Stefana, klarnecistę w orkiestrze, oraz matkę, Irenę, która śpiewała w chórze i tańczyła w zespole folklorystycznym. Połączenie etnicznych brzmień muzyki łuku Karpat z różnorodnymi gatunkami muzycznymi, takimi jak pop, rock’n’roll, rhythm and blues oraz jazz, stało się ich znakiem rozpoznawczym i przyniosło im uznanie w całej Polsce.

## Misja i Wizja
Fundacja Braci Golec ma na celu wspieranie młodych, utalentowanych muzycznie ludzi, niezależnie od ich pochodzenia, w realizacji swoich pasji. Celem jest także, aby każdy miał szansę na rozwijanie swoich umiejętności muzycznych oraz dostęp do edukacji muzycznej na najwyższym poziomie. Fundacja działa kształcąc ponad 250 dzieci rocznie tym samym przyjmując pod opiekę młode talenty, które uczy gry na instrumentach takich jak skrzypce, basy, heligonki, instrumenty pasterskie, a także śpiewu góralskiego.
Fundacja prowadzi zajęcia dla dzieci od 7 do 18 roku życia, ale także dla osób pełnoletnich i dorosłych, którzy od podstaw chcą nauczyć się gry na instrumentach czy śpiewu.

## Działalność
Fundacja współpracuje z wieloma instytucjami, takimi jak Ministerstwo Kultury i Dziedzictwa Narodowego, Narodowe Centrum Kultury oraz Urząd Marszałkowski Województwa Śląskiego. Partnerami są także urzędy gmin i domy kultury, które współfinansują działania edukacyjne fundacji. Do grupy wsparcia należą także szkoły, które udostępniają nieodpłatnie sale lekcyjne, co umożliwia prowadzenie zajęć muzycznych blisko miejsc zamieszkania uczniów. Fundacja współpracuje również z firmami i osobami prywatnymi, które chcą działać na rzecz kultury i edukacji, dając dzieciom szansę na spełnienie marzeń.

### Ogniska Twórczości Artystycznej
Nieustannie rozwijane i zakładane są nowe Ogniska Twórczości Artystycznej (OTA), które fundacja traktuje jak duże twórcze rodziny. W OTA uczniowie i nauczyciele wspólnie uczą się, bawią, wspierają i rozwijają, przekazując wiedzę i umiejętności metodami
zbliżonymi do tradycyjnych sposobów przekazu,

### Dążenia
Celem Fundacji Braci Golec jest ciągłe podnoszenie jakości nauczania, rozwijanie nowych projektów oraz poszerzanie oferty zajęć artystycznych, planowanie organizacji wydarzeń, koncertów, pokazów i konkursów, które ukazują kulturę ludową jako wartość łączącą mieszkańców regionu i ich wspólne dziedzictwo. Celem również jest nauczanie, które zawiera elementy zabawy, uwrażliwiając podopiecznym na rozumienie i odbieranie muzyki całym sobą, co pozwala na tworzenie muzyki poruszającej serca.

## Zespół
Zespół pracowników Fundacji Braci Golec składa się z ludzi pełnych pasji, głęboko związanych z regionem i ceniących jego kulturę. Wszyscy zaangażowani w pracę i rozwój fundacji to aktywni muzycy i praktycy z wieloletnim doświadczeniem scenicznym. Wśród nich jest także wielu przedstawicieli młodego pokolenia wykształconych muzyków, którzy z entuzjazmem dzielą się swoją wiedzą i umiejętnościami.

## Publikacje
Fundacja skupia się na ochronie i promocji kultury ludowej, szczególnie poprzez serię wydawniczą „Stroje ludowe w Karpatach
polskich”. To ambitne przedsięwzięcie, które dokumentuje nie tylko historyczne stroje ludowe, ale także ich współczesne znaczenie i rolę w życiu kulturalnym regionu.
- Publikacje takie jak:
  - Mieszczański strój żywiecki,
  - Strój górali śląskich,
  - Strój górali podhalańskich,

są ukoronowaniem wieloletnich badań i zaangażowania fundacji w zachowanie dziedzictwa kulturowego.
Fundacja nie tylko integruje lokalną społeczność i angażuje się w prace badawcze, ale również promuje wartości edukacyjne i
artystyczne, prezentując bogactwo i piękno tradycji ludowych Karpat szerokiej publiczności.

### Płyty
- Dzieci dzieciom – melodie dziecięce – To kolekcja tradycyjnych rymowanek i prostych melodii, które przenoszą słuchaczy w świat dzieciństwa z dawnej wsi Żywieckiej. Płyty są zaproszeniem do wspólnego śpiewania i zabawy przy dźwiękach instrumentów Beskidu Żywieckiego (przykładem jest płyta – „A któż to tak gro? Dzieci dzieciom”)[7].
- Jubileuszowa płyta „Pastorałki” to zbiór unikalnych beskidzkich kolęd, nagranych przez utalentowaną młodzież pod opieką Fundacji Braci Golec. Nagrania odzwierciedlają świąteczny klimat i tradycje góralskie w wykonaniu lokalnych artystów. Dochód z płyty „Pastorałki” w całości przeznaczony został na wsparcie ponad 300 podopiecznych Fundacji Braci Golec[8].

## Projekty i wydarzenia
- Festiwal Wielkich Serc – Coroczne wydarzenie odbywające się w Amfiteatrze Skalite w Szczyrku to nie tylko koncerty grupy Golec uOrkiestra, ale także spotkanie pełne góralskiej energii i muzyki. Festiwal gromadzi wszystkich, którzy pragną wspólnie bawić się przy wyjątkowych dźwiękach i wspierać inicjatywy charytatywne[9].
- Charytatywny Bal Fundacji Braci Golec – Bal Karnawałowy w Hotelu Beskidian w Węgierskiej Górce to cykliczne wydarzenie, które nie tylko zapewnia niezapomnianą rozrywkę, ale także wspiera działania edukacyjne i kulturalne fundacji, integrując lokalną społeczność.
- Zajęcia Muzyczne – „LUDONKI” – Projekt skierowany do najmłodszych, oferujący zajęcia muzyczne oparte na tradycji Beskidu Żywieckiego. Dzięki autorskiej metodzie uczenia, dzieci uczą się śpiewu, gry na instrumentach ludowych i poznają bogactwo kulturowe regionu już od najwcześniejszych lat.
- Konferencja „Kultura w regionie – Region w kulturze” – Cykliczna konferencja, która promuje kulturę lokalną i jej rolę w społeczności. Poprzez panele dyskusyjne, warsztaty i spotkania, uczestnicy mogą dzielić się doświadczeniami i inspiracjami związanymi z dziedzictwem kulturowym.
- Święto Pieśni – Przegląd im. Zofii i Józefy Sordyl – Spotkania, podczas którego odbywają się koncerty, warsztaty śpiewacze i konkursy pieśni tradycyjnych. Przegląd im. Zofii i Józefy Sordyl przyciąga utalentowanych wykonawców z całej Polski, promując regionalne dziedzictwo muzyczne[10].
- Klasy Absolwentów – Spotkania warsztatowe dla młodych muzyków, którzy chcą rozwijać swoje umiejętności w grze na instrumentach ludowych i poznawać tajniki muzyki góralskiej. Projekt wspiera aspiracje artystyczne i edukacyjne absolwentów fundacji, którzy w dalszym ciągu chcą się rozwijać.

Te inicjatywy nie tylko promują kulturę regionalną, ale także angażują społeczność w działania wspierające rozwój lokalnych
tradycji i talentów muzycznych.

### Górski Uniwersytet Ludowy[11]
Górski Uniwersytet Ludowy – to projekt Fundacji Braci Golec na rzecz zgłębiania wiedzy o muzyce ludowej oraz dzielenia się nią. Stanowi przestrzeń, w której można rozwijać umiejętności i realizować pasje niezależnie od wieku, w umiłowaniu dla kultury Beskidu Żywieckiego. Działalność GUL-u opiera się na trzech głównych filarach:
- Chór Ludowy jest miejscem dla pragnących nauczyć się śpiewu tradycyjnego. Uczestnicy mogą pracować nad emisją głosu, odkrywać swoje wokalne możliwości, doskonalić umiejętność pracy w grupie oraz poznawać brzmienia swojego regionu. Po latach pracy z dziećmi fundacja przygotowała ofertę również dla ich rodziców, opiekunów oraz wszystkich chętnych do nauki śpiewu. Cotygodniowe zajęcia to nie tylko szansa na integrację i zgłębianie kultury górali żywieckich, ale także okazja do dobrej zabawy i artystycznej ekspresji, zwłaszcza podczas koncertów. Chór Ludowy jest doskonałą propozycją dla tych, którzy chcą powrócić do śpiewu po przerwie i poszukują możliwości ponownego wejścia w świat muzyki.
- w orkiestrze ludowej można wspólnie tworzyć muzykę i czerpać radość z gry w większej grupie. Orkiestra skupia ponad dwudziestu muzyków, którzy wykonują repertuar Beskidu Żywieckiego w nowoczesnych aranżacjach. Dzięki temu muzyka ludowa staje się bardziej przystępna dla szerszej publiczności. Na co dzień orkiestra pracuje, odbywając próby, a jej występy można śledzić na kanale w mediach społecznościowych, np. YouTube. Orkiestra Ludowa to miejsce dla tych, którzy chcą rozwijać swoje umiejętności muzyczne i doświadczyć wspólnego grania.
- W ramach Górskiego Uniwersytetu Ludowego oferta sięga również zajęć dla osób dorosłych, zarówno indywidualne, jak i grupowo. Program zajęć obejmuje naukę gry na skrzypcach, kontrabasie, heligonce oraz instrumentach pasterskich, takich jak dudy i piszczałki. Prowadzone są także zajęcia ze śpiewu, które pozwalają uczestnikom zgłębiać tajniki tradycyjnych technik wokalnych. Zajęcia Mistrz-Uczeń to wyjątkowa okazja dla dorosłych, którzy pragną rozwijać swoje umiejętności muzyczne i zgłębiać tradycje muzyczne Beskidu Żywieckiego.